# Nemešany
Nemešany este o comună slovacă, aflată în districtul Levoča din regiunea Prešov. Localitatea se află la altitudinea de 462 m deasupra n.m., se întinde pe o suprafață de 4,01 km2 și în 2017 număra 412 locuitori.

## Istoric
Localitatea Nemešany este atestată documentar din 1570.

## Demografie
| An:                | 1994 | 2004   | 2014    | 2024    |
| ------------------ | ---- | ------ | ------- | ------- |
| Număr de persoane: | 330  | 354    | 413     | 504     |
| Diferență:         |      | +7,27% | +16,66% | +22,03% |

| An:                | 2023 | 2024   |
| ------------------ | ---- | ------ |
| Număr de persoane: | 476  | 504    |
| Diferență:         |      | +5,88% |